# Mariano Baca Anaya
Mariano Baca Anaya es un contador público y político peruano. Ocupó la alcaldía provincial del Cusco durante siete meses entre el 2008 y el 2009 tras la vacancia de la alcaldesa Marina Sequeiros por cargos de nepotismo y su propia vacancia por los mismos cargos.

## Biografía
Nació en el Cusco. Cursó sus estudios de contabilidad en la Universidad de San Martín de Porres, en la ciudad de Lima, entre los años 1983 y 1988. En 1990 inició sus estudios de ciencias económicas en la Universidad Nacional Federico Villarreal obteniendo el grado de bachiller. Su experiencia laboral entre el año 1990 y el 2002 se dio principalmente en el ámbito privado.

## Trayectoria Política
Su carrera política se inició en 1993 cuando ocupó el cargo de director de administración en la Municipalidad Distrital de San Juan de Miraflores, provincia de Lima. En 1995 formó parte de la lista del entonces movimiento Somos Lima para la Municipalidad Distrital de San Miguel. La candidata al sillón municipal era Marina Sequeiros. El movimiento obtuvo el triunfo con el 59.503% de los votos emitidos. En 1998, se buscó la reeleección en el mismo movimiento llamado ahora Movimiento Independiente Somos Perú obteniendo el triunfo con el 43.67% de los votos emitidos y ocupando esta posición hasta el año 2002.
En las elecciones del año 2002, junto a Sequeiros Montesinos tentaron la alcaldía provincial del Cusco por la organización regional Movimiento Democrático Juntos por el Progreso. Baca Anaya fue fundador de este movimiento en el año 2005 y ocupó el cargo de representante legal hasta su cancelación en el año 2010. Esta candidatura obtuvo sólo el 8.603% de los votos y quedó en cuarto lugar en una elección que fue ganada por Carlos Valencia Miranda. Finalmente, el 2006 con el partido Unión por el Perú, ganan las elecciones en la provincia del Cusco tras obtener el 21.416% de los votos. Anaya tomó posesión del cargo de regidor provincial del Cusco el 1 de enero de 2007. 
El 28 de octubre de 2008, el Jurado Nacional de Elecciones declara la vacancia de Marina Sequeiros al cargo de alcaldesa del Cusco por actos de nepotismo y nombra en su reemplazo a Baca Anaya. Ocuparía el sillón municipal durante poco más de seis meses ya que el 4 de mayo de 2009, el Jurado Nacional de Elecciones dispone su vacancia por la misma causal ordenando que sea el regidor Gustavo Vivanco Ortiz quien lo reemplace.
En el año 2010, Baca Anaya funda el movimiento regional Fuerza Regional Inka y tuvo la secretaría regional de la misma hasta el año 2011. Esta agrupación sólo participó en elecciones distritales el año 2010 en tres distritos del departamento de Cusco: San Pedro, Quiñota y Wanchaq. No ganó en ninguno de ellos y sólo en San Pedro alcanzó un puesto de regidora distrital para Veltran Ccalla Cumpa.
Durante la gestión edil de Luis Florez García, Baca Anaya regresó a trabajar en la municipalidad como director de rentas de la misma. En el año 2014 actuó como fundador de la organización provincial Cusco Lindo junto al entonces alcalde Luis Florez García con quien había compartido la lista de regidores en las elecciones del 2006. Baca Anaya ocupó el cargo de secretario general de esta organización hasta el año 2015 cuando su afiliación fue cancelada. Esta organización no participó en ninguna elección.
En el año 2017, Baca Anaya se afilia a la organización regional Movimiento Etnocacerista Regional del Cusco. Mantiene su afiliación hasta el año 2018 cuando renuncia en el mes de noviembre. Esta organización sí participó en las elecciones del 2018 y obtuvo en ellas 2 alcaldes en los distritos de Langui y Túpac Amaru, ambos en la provincia de Canas además de varias regidurías en otros distritos del departamento del Cusco. Baca Anaya no formó parte de ninguna candidatura.

#### En línea
- «Infogob». Consultado el 1 de agosto de 2019.
- «Declaración jurada de vida del candidato». Consultado el 1 de agosto de 2019. (enlace roto disponible en Internet Archive; véase el historial, la primera versión y la última).

- Datos: Q67483178